# Кабушики гайша
Кабушики гайша (株式会社, лат. kabushiki gaisha) е един от видовете корпорации или компании (会社, гайша), определен в рамките на японското законодателство. Използва се и изписването kabushiki kaisha, което е преобладавало в речниците до 60-те години. В съвременния японски език се използва произношението с „г“, озвучена съгласна (рендаку).
Терминът може да се използва както пред названието на компанията (на японски: 株式会社電通 – Кабушики гайша Денцу), така и след него (на японски: トヨタ自動車株式会社 – Тойота джидоша кабушики гайша). В самата Япония кабушики гайша най-често се превежда като Co., Ltd.. В чужди текстове терминът се превежда като „акционерни дружества“, акционерни общества. Въпреки че официалният превод, предлаган от японското правителство, е „индустриална корпорация“ или „търговска корпорация“, в момента речниците използват „акционерни дружества“.